# Łopianów
Łopianów [wɔˈpjanuf] (tiếng Đức: Loppnow) là một ngôi làng thuộc khu hành chính của Gmina Gryfice, thuộc quận Gryfice, West Pomeranian Voivodeship, ở phía tây bắc Ba Lan. Nó nằm khoảng 7 kilômét (4 mi) về phía đông nam của Gryfice và 68 km (42 mi) về phía đông bắc của thủ đô khu vực Szczecin.
Trước năm 1945, khu vực này là một phần của Đức và là quê hương của gia đình von Loppenow. Đối với lịch sử của khu vực, xem Lịch sử của Pomerania.
Ngôi làng có dân số 68 người.